# ۷۰۵ (میلادی)
۷۰۵ (میلادی) هفتصد  و پنجمین سال تقویم میلادی است.

## رویدادها
در سال ۷۰۵ میلادی امپراتریس زتیان کامل قدرت را از دست داد و از سلطنت و قدرت سلسله ژو کنار کشید و قدرت سلسله تانگ را برگرداند و اعلام کرد که مقام امپراتوری را به پسر بزرگش امپراتور ژونگ زونگ می دهد و خود را امپراتریس فرمانروای بازنشسته خواند

## درگذشتگان
مرگ امپراتریس زتیان امپراتریس و فرمانروای سلسله ژو 
‎